# طوني بريتون
طوني بريتون (بالإنجليزية: Tony Britton)‏ هو ممثل بريطاني، ولد في 9 يونيو 1924 ببرمنغهام في المملكة المتحدة.

## وصلات خارجية
- طوني بريتون على موقع IMDb (الإنجليزية)
- طوني بريتون على موقع روتن توميتوز (الإنجليزية)
- طوني بريتون على موقع ألو سيني (الفرنسية)
- طوني بريتون على موقع ميوزك برينز (الإنجليزية)
- طوني بريتون على موقع أول موفي (الإنجليزية)
- طوني بريتون على موقع قاعدة بيانات الأفلام السويدية (السويدية)
- طوني بريتون على موقع ديسكوغز (الإنجليزية)
- طوني بريتون على موقع قاعدة بيانات الفيلم (الإنجليزية)
- طوني بريتون على موقع كينوبويسك (الروسية)